# Aeroportul Tablón de Tamará
Aeroportul Tablón de Tamará (IATA: TTM, ICAO: SQUJ) este un aeroport din Casanare⁠(d), Columbia. Aeroportul a fost tranzitat în 2019 de 4 pasageri.
Situat la o altitudine de 489 m, aeroportul dispune de o singură pistă.